# Csobaj
Csobaj este un sat în districtul Tokaj, județul Borsod-Abaúj-Zemplén, Ungaria, având o populație de 764 de locuitori (2011). 

## Demografie
Componența etnică a satului Csobaj
     Maghiari (98,02%)
     Romi (1,52%)
     Români (0,46%)
Componența confesională a satului Csobaj
     Reformați (37,96%)
     Fără religie (18,32%)
     Romano-catolici (15,58%)
     Greco-catolici (1,96%)
     Necunoscută (25,79%)
     Ortodocși (0,39%)
     Alte religii (0,65%)
Conform recensământului din 2011, satul Csobaj avea 764 de locuitori. Din punct de vedere etnic, majoritatea locuitorilor (98,02%) erau maghiari, cu o minoritate de romi (1,52%). Nu există o religie majoritară, locuitorii fiind reformați (37,96%), persoane fără religie (18,32%), romano-catolici (15,58%) și greco-catolici (1,96%). Pentru 25,79% din locuitori nu este cunoscută apartenența confesională.